# Visored
Los Visored (仮面の軍勢?), también son conocidos como El Ejército enmascarado y erróneamente transliterado como Vizard, son un grupo de shinigami del manga y anime Bleach que han obtenido poderes de Hollow, y que debido a esto les han expulsado de la Sociedad de Almas.

## Historia
El origen de los visored se explica en la Saga del pasado. Se puede decir que son lo opuesto de los Arrancar. Los visored son Shinigami que obtienen poderes de Hollow mientras que los Arrancar son Hollow que obtienen los poderes de un Shinigami. Además, los Visored tienen que extraer la esencia de Hollow de su interior mientras que la mayoría de los arrancar nacen gracias al Hōgyoku, por lo que el proceso para ser Visored es más difícil, doloroso y peligroso. Por culpa de Aizen, los Visored se vieron obligados a huir al mundo humano junto con Kisuke Urahara, Tessai Tsukabishi y Yoruichi Shihouin.En la Batalla por Karakura ellos aparecen cuando los capitanes y tenientes estaba a punto de morir por los Arrancar.

## Características
Para usar sus poderes de Hollow hacen surgir una máscara de hueso como la de estos monstruos. Además, Los visored no poseen completo control del hollow interior, más bien dominan luego de un estado mental alterado parte del poder de su hollow, una especie de solicitud de poder o batalla interna por el control del cuerpo, al encontrarse con un mayor enemigo, despiertan inconscientemente, un poder aun mayor (otro nivel de máscara, expresado en líneas negras sobre esta), si la situación es demasiado apremiante, obtienen una transformación más al completar de golpe todas las líneas de su máscara, dado que los visored estuvieron con bajo perfil durante 100 años y excomulgados de sus derechos de shinigami, y rangos propios dentro de sus respectivos escuadrones, fueron reemplazados, (supuestamente estuvieron pasando por pruebas junto a Urahara, para estabilizar la hollowficacion, gracias al hogyoku, durante 100 años en el mundo mortal). Estando con la máscara son capaces de usar técnicas de Hollow como el Cero. Estas técnicas están penadas por la Sociedad de Almas, lo que provoca que estos sean tratados como hollows y mandados a eliminar por la cámara de los 46.
En palabras de Sōsuke Aizen, el hecho de combinar dos espíritus que son opuestos hace que los límites del poder sean mucho mayores. Sin embargo, al contrario que los Arrancar, la manera de obtener este poder es mucho más complicada. Al ser necesario vencer a su parte de Hollow en el mundo interior de los Shinigami, si se pierde, el aspirante se convertirá en Hollow al tomar esta parte el control. Para poder mantener la máscara, y con ella el poder del Hollow, es necesario pasar un entrenamiento. Ichigo, a pesar de entrenar más de un mes no logró aguantar más de once segundos, mientras que los demás Visored aguantan 3 minutos, recientemente Ichigo ha aumentado considerablemente este tiempo con su voluntad tras librar diversas batallas en Hueco Mundo. Cabe destacar que una de las Visored, Mashiro, no hizo ese entrenamiento, ya que desde que se convirtió, soportaba el estado más de quince horas. Esta ventaja se ve reflejada según el nivel del enemigo al cual enfrentan. Hasta el momento sólo seis de los Visored (exceptuando a Ichigo) han mostrado la liberación de su Zanpakutō: Kensei Muguruma, Lisa Yadomaru, Hiyori Sarugaki, Rose, Love Aikawa y Shinji Hirako. De los cuales solo el primero: Kensei Muguruma ha mostrado su Bankai.

## Integrantes

### Shinji Hirako
Shinji Hirako (平子 真子 Hirako Shinji?) fue el Capitán de la Quinta División 110 años atrás, teniendo como Subcapitán a Sōsuke Aizen.
Parece ser el jefe del grupo. Es el primer Visored a quien conoce Ichigo, ya que tuvo la misión de reclutarlo.

### Hiyori Sarugaki
Hiyori Sarugaki (猿柿 ひよ里 Sarugaki Hiyori?) es una antigua Shinigami que ha acabado por adquirir poderes de Hollow, pasando a convertirse en lo que los de su propia condición denominan como Visored. Junto con su compañero Shinji Hirako, Hiyori es uno de los Visored con mayor protagonismo en la historia, al ocuparse ella casi en exclusiva del entrenamiento de Ichigo Kurosaki para que éste pudiese controlar su lado Hollow. Más tarde, se revelaría que Hiyori fue Subcapitana de la 12.ª División y llegó a estar bajo las órdenes de Kirio Hikifune y Kisuke Urahara. 
Hiyori tiene el aspecto de una joven apenas llegada a la adolescencia, de complexión delgada, ojos color miel y pelo rubio, recogido en dos pequeñas coletas a ambos lados de la cabeza. Uno de los rasgos más distintivos de Hiyori, y que ella misma considera como uno de sus grandes atractivos, es su colmillo superior izquierdo, algo más desarrollado que sus otros dientes. Al igual que los otros Visored, no lleva un uniforme estandarizado, y viste un chándal rojo decorado con el primer kanji de su nombre (猿, saru, “Mono”), cuya parte de arriba lleva desabrochada dejando al descubierto una simple camiseta interior de color blanco. En sus años como Shinigami del Gotei 13, Hiyori vestía el uniforme negro común, sin ningún complemento adicional a excepción de la bandana distintiva de su cargo en su brazo izquierdo. Su aspecto era esencialmente el mismo que luce en la actualidad, con la leve diferencia de que sus coletas eran por entonces algo más largas. 
Pese a su pequeño tamaño y apariencia casi infantil, Hiyori es una persona muy agresiva, tremendamente impulsiva, con muy poca paciencia y tendencias violentas en cada uno de sus actos. Este comportamiento proviene ya de sus años como Subcapitana, en la que demostraba una clara falta de respeto incluso hacia Shinigamis que se encontraban por encima de ella, como Shinji Hirako, Capitán de la 5.ª División, o Kisuke Urahara, su propio Capitán. No obstante, no todas las personas a su alrededor sufrían los episodios de ira tan frecuente en Hiyori, ya que con su anterior jefa, la Capitana Hikifune, mostraba un profundo respeto, e incluso adoración. Es posible que la violencia con la que suele tratar a los demás sea un mecanismo de defensa de la propia Hiyori, emocionalmente más sensible de lo que ella misma quiere admitir. De hecho, ha reconocido en uno de sus infrecuentes periodos de calma odiar profundamente tanto a los humanos como a los Shinigamis, probablemente por el dolor de no poder pertenecer a ninguno de estos grupos. 
Su Zanpakutō se llama Kubikiri Orochi (馘大蛇, Serpiente Decapitadora). En la actualidad, Hiyori lleva su Zanpakutō atada con un cordel y sujeta a su espalda y tiene, en forma sellada, la apariencia de una katana normal, con un mango de color rojo y una guardia rectangular decorada con pequeños corazones, un irónico contraste con la personalidad de su portadora. Hiyori libera la libera mediante la pronunciación del comando rebana limpiamente (ぶっ手切れ, butsutegire), a partir del cual el filo de la Zanpakutō de Hiyori se vuelve mucho más ancho y de él surgen numerosos dientes, confiriéndole al arma un aspecto similar al de una sierra. Si en el shikai posee algún tipo de técnica o de habilidad especial, aún no nos ha sido revelada.

### Love Aikawa
Love Aikawa (愛川 羅武, Aikawa Love?).  Es un hombre alto que se viste frecuentemente con ropa deportiva y gafas oscuras. Era el Capitán de la Séptima División 110 años atrás. Nueve años más tarde, cuando los desvanecimientos en el Rukongai alcanzan al Capitán Kensei Muguruma y a su Teniente Mashiro Kuna, Love es enviado junto a Shinji, Rose, Lisa y Hachigen para investigar el incidente. Todo el grupo aparece para tratar de detener a Kensei, pero todos son heridos y se transforman en hollows, obra del experimento de Sōsuke Aizen. Kisuke Urahara y Tessai Tsukabishi tratan de ayudarlos pero son inculpados por Aizen y con la ayuda de Yoruichi Shihōin huyen al mundo humano, proscritos por la Sociedad de Almas como Vizards.
Generalmente, en su tiempo libre se pasa el tiempo leyendo la revista Shōnen Jump o las revistas eróticas que le presta Lisa. Su zanpakuto se llama Tengumaru (天狗丸?) y se activa mediante el comando "Arruga". En su forma sellada, es una katana normal con la guarda en forma de corazón, pero cuando Love libera su shikai se convierte en una gigantesca maza negra con pinchos que además puede proyectar oleadas de fuego con sus potentes golpes. Su técnica Hifuki No Kozuchi provoca una gigantesca explosión de llamaradas que según el propio Love, incomoda a su zanpakuto.

### Rōjūrō Otoribashi
Rōjūrō Otoribashi (鳳橋 楼十郎 Ōtoribashi Rōjūrō?) también conocido como Rose (ローズ?) es un hombre con un largo cabello rubio. Fue ascendido a Capitán de la Tercera División un año antes que Kisuke Urahara, hace 111 años. Diez años más tarde, cuando los desvanecimientos en el Rukongai alcanzan al Capitán Kensei Muguruma y a su Teniente Mashiro Kuna, Rose es enviado junto a Shinji, Love, Lisa y Hachigen para investigar el incidente. Todo el grupo aparece para tratar de detener a Kensei, pero este con un extraordinario poder hiere gravemente a Love, cuando Rose y Lisa se disponen a detenerlo, Mashiro aparece también transformada y derriba a Rose, Hachigen interviene atando a Mashiro y a Kensei con bakudō pero la fuerza física del Capitán rompe el hechizo. Tras una ardua batalla, Hachigen logra detener a Kensei con un bakudō 99, cuando todo parece volver a la normalidad, Hiyori se transforma en hollow en brazos de Shinji y le inflige un brutal corte, Love trata de reaccionar pero la oscuridad se hace y cae derrotado por Tōsen Kaname, que con su bankai aisló a todos los compañeros, Shinji se pregunta por qué ha traicionado a su Capitán, Kensei, es entonces cuando Sōsuke Aizen aparece acompañado de Gin Ichimaru y afirma que todo fueron órdenes suyas.
A Rose le interesa la música (cosa que se puede comprobar cuando le habla a Love acerca del nuevo sencillo de su artista favorito). Algunas veces también se le ve tocando la guitarra. Al parecer Rose se divierte cuando sabe que una persona tiene un poder similar a los visored. Tiene una personalidad tranquila y serena. Su zanpakuto se llama Kinshara (金沙羅?) y se activa con el comando Toca (dadas las connotaciones marcadamente musicales de Rose). En su forma sellada tiene la apariencia de una katana normal con incrustaciones de diamantes en la empuñadura y en la vaina, pero cuando Rose libera el shikai se transforma en un largo látigo de acero con una flor en su extremo que parte desde la empuñadura. Rose puede utilizar un ataque llamado Kinshara Sokyoku Dai Juichiban: Izayoi Bara (Sonata del Árbol Sai número 11: Izayoi Bara, que provoca una tremenda explosión de energía desde la punta del arma. Como se puede deducir del nombre de esta técnica, es posible que Rose posea una gran variedad de ataques y técnicas especiales con su zanpakuto.

### Hachigen Ushōda
Hachigen Ushōda (有昭田 鉢玄 Ushōda Hachigen?) es un hombre de gran tamaño. Tiene el pelo rosado y una personalidad tranquila y amable. A pesar de que su verdadero nombre es Hachigen, los demás visored le dicen Hachi. 110 años atrás ocupaba el puesto de Teniente en el escuadrón de artes demoníacas o kidō teniendo como superior a Tessai Tsukabishi. Cuando los desvanecimientos en el Rukongai alcanzan al Capitán Kensei Muguruma y a su Teniente Mashiro Kuna es enviado junto a Shinji, Rose, Love y Lisa para investigar el incidente. Todo el grupo aparece para tratar de detener a Kensei, pero este con un extraordinario poder hiere gravemente a Love, cuando Rose y Lisa se disponen a detenerlo, Mashiro aparece también transformada y derriba a Rose, Hachigen interviene atando a Mashiro y a Kensei con bakudō pero la fuerza física del Capitán rompe el hechizo.
Generalmente es el encargado de crear barreras para evitar la entrada de intrusos. Los poderes de Hachigen son muy parecidos a las de Inoue Orihime e incluso cura a Tsubaki cuando Orihime no tenía el poder suficiente para hacerlo. En la batalla por Karakura, aparece junto a sus compañeros Vizards y derrota con facilidad a un grupo de Gilian. Posteriormente, ayuda a la capitana Suì-Fēng a derrotar al Segundo Espada, Barragan Luisenbarn, dejándose alcanzar en un brazo por la habilidad Respira del Espada, amputándoselo y teletransportándolo mediante 'kidō'  al interior de Barragan, el cual se ve afectado por su propio ataque y termina desintegrándose.

### Lisa Yadōmaru
Lisa Yadōmaru (矢胴丸 リサ Yadōmaru Lisa?) es una shinigami. Hace 110 años fue la Teniente de la Octava División. Nueve años más tarde, cuando los desvanecimientos en el Rukongai alcanzan al Capitán Kensei Muguruma y a su Teniente Mashiro Kuna Lisa es enviada junto a Shinji, Rose, Love y Hachigen para investigar el incidente a sugerencia de su Capitán Shunsui Kyōraku que la descubre espiando la reunión de Capitanes. Una vez alcanzan el lugar y rescatan a Hiyori de Kensei, transformado en Hollow; este derriba a Love y hace que Rose y Lisa tratan de detenerlo cortándole los tendones pero Mashiro, también transformada, derriba al Capitán de la Tercera División y debe ser contenida por Hachi, que también trata de inmovilizar inútilmente a Kensei. Junto a sus compañeros, emprende el exilio al mundo humano.
Lisa se irrita fácilmente cuando Ichigo la contradice. Se viste usando un sailor fuku. A Lisa le gusta leer revistas de hentai, especialmente las de Josei. Al parecer es capaz de usar ambas manos muy bien ya que inicialmente carga su zanpakutō con su mano izquierda (como Madarame Ikkaku) y después en la batalla contra Ichigo se le ve usando su mano derecha para manejar el zanpakutō. Su liberación inicial recibe el nombre de Haguro Tonbo (鉄漿蜻蛉  "libélula de hierro"?)se activa con el comando "Aplasta". Se transforma su espada en una guan dao, una larga lanza con un orbe en su extremo y una hoja cortante en el otro.

### Mashiro Kuna
Mashiro Kuna (久南 白 Kuna Mashiro?) es una mujer de pelo verde y lleva unos anteojos puestos en el pelo. Tiene la personalidad de una niña, se enfada por cosas muy triviales. Hace 110 años era la subcapitán de Kensei Muguruma, Capitán de la Novena División. Por aquel entonces la shinigami provocaba constantemente a su Capitán cuando investigaba las extrañas desapariciones del Rukongai junto a varios subordinados más, cuando Kensei y sus subordinados derrotan a un hollow que atacaba a Shūhei Hisagi, Mashiro encuentra diez uniformes de shinigami vacíos. Mashiro acampa con Kensei y los demás mientras informan a la Duodécima División, la Teniente se duerme mientras el resto de shinigamis son derrotados y Kensei es traspasado por una Zanpakutō desde atrás. Posteriormente cuando el equipo formado por Shinji, Love, Rose, Lisa y Hachi es enviado en ayuda de Hiyori, que ha sido atacada por Kensei, Mashiro aparece cuando Rose y Lisa trataban de detener al salvaje Kensei para derribar a Rose y enfrentarse a Shinji, no obstante Hachi logra inmovilizarla con un bakudō, también a Kensei, pero este destruye el hechizo con su propia fuerza.
Mashiro no hizo el entrenamiento para poder mantener la máscara ya que desde que se convirtió en visored, soportaba el estado más de quince horas. Mashiro se disgusta cuando Orihime llega al lugar donde estaban los visored y además no entiende por qué Hachigen la ayuda reparando su Koten sanshun.

### Kensei Muguruma
Kensei Muguruma (六車 拳西 Muguruma Kensei?) es hombre de pelo gris claro y usa algunos pírsines, lleva un 69 tatuado en su abdomen (el 6 debido al primer kanji de su apellido; y el 9 por la división del Gotei 13 a la que pertenecía) y es de genio vivo. Era el capitán de la Novena División 110 años atrás y su subcapitán era Mashiro Kuna. Nueve años más tarde es el encargado junto a su teniente, Mashiro Kuna de investigar las extrañas desapariciones en el Rukongai de varios habitantes, donde le salva la vida a un joven, Shūhei Hisagi. Poco después en medio de la noche cae en la trampa de su subordinado Kaname Tōsen que siguiendo las órdenes de Sōsuke Aizen le hiere, transformándolo en hollow a él y a Mashiro. El Comandante Yamamoto envía a otros shinigamis para investigar pero Kensei ha perdido el raciocinio. Finalmente todos son infectados y Kisuke Urahara acompañado de Tessai Tsukabishi aparece para ayudarlos. Tras ser inculpado por Aizen, todos deben huir al mundo humano, ayudados por Yoruichi Shihōin.
Kensei como Visored acostumbra usar ropa deportiva con guantes gruesos mientras que como shinigami no deseaba usar mangas con el uniforme o el haori. Tiene una personalidad seria, es fácilmente irritable y malhablado. Aunque no lo demuestre, es compasivo pues se preocupó por el estado de Hisagi cuando lo salvó, incluso diciéndole que sonría después de ser atacado por un hollow, también salvo a Mashiro de la muerte y cuando Ichigo perdió el control y atacó a Hiyori convertido en Hollow, fue uno de los encargados de detenerlo. Posteriormente es uno de los elegidos para entretener al hollow interno de Ichigo usando su shikai. Más tarde se une junto al resto de visored a la batalla en Karakura entre shinigamis y arrancar contra Aizen derrotando a numerosos Gillian, más tarde confronta a Wonderweiss Margera después de que este derrote a Mashiro.
Su zanpakutō recibe el nombre de Tachikaze (断地風 Viento de la Espada?) y se activa con el comando Sopla (吹っ飛ばせ futtobase?), una vez está liberada, su espada se convierte en un pequeño cuchillo con un anillo en la empuñadura y le permite a Kensei acumular y lanzar su energía espiritual en el arma para liberarla en forma de potentes cortes o explosiones. Es un arma tanto de larga como de corta distancia. Su Bankai recibe el nombre de Tekken Tachikaze (鐡拳・断地風?  lit. Puño Férreo del Viento de la Espada) Al liberar su bankai, el cuchillo de combate que es Tachikaze se transforma en dos armas de corto alcance con filo, que Kensei esgrime en sus manos. Así mismo, a lo largo de sus brazos aparecen una especie de vendajes que le llegan hasta los hombros y se extienden por encima de su cabeza generando una especie de placa curva. La forma de su bankai parece aerodinámica y estar enfocada en la velocidad. Se ha especulado que puede tratarse de un "bankai comprimido" como el de Ichigo.